# Babérfélék

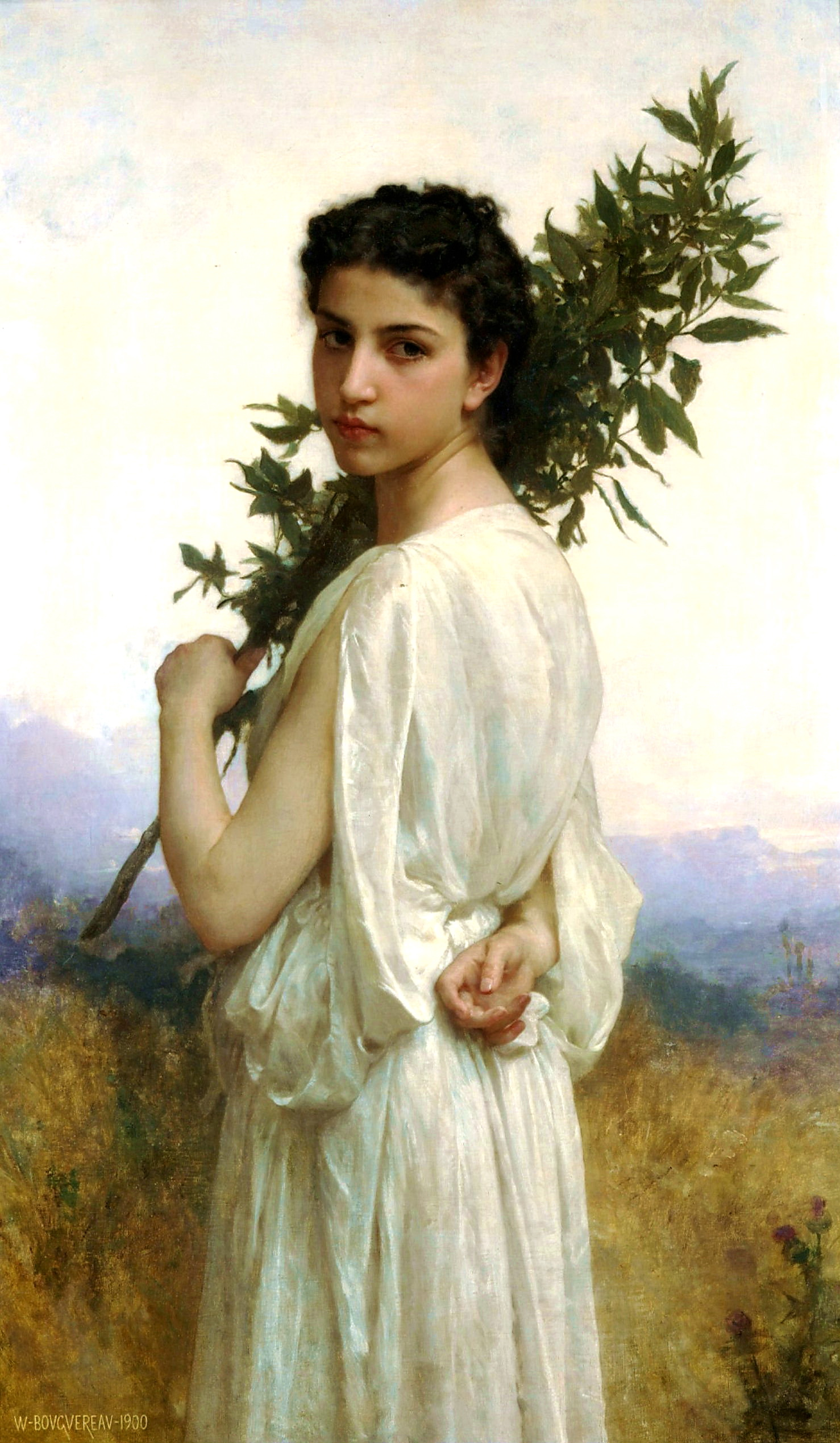
Babérág – William-Adolphe Bouguereau
(1825-1905) képe (1900)

A babérfélék (Lauraceae) a babérvirágúak (Laurales) rendjének egyik családja. Ötven nemzetség mintegy 2500 faja tartozik ide.

## Jellemzők
Viráguk általában sugaras szimmetriájú, olykor egyivarú (például babér). A virágtakaró lepel (kétszer vagy háromszor 3 darab), vagy 6 darab csésze (két körben) és 3 darab szirom, de hiányozhat is. A porzók is három körben állnak, körönként három. A termő 1–3 termőlevélből nőtt össze, a magház felső állású.
A legtöbb fajuk a trópusokon, illetve a szubtrópusokon honos; sok a trópusok hegyvidéki esőerdőinek állományalkotó fája. A család legismertebb képviselői:
- babér (Laurus sp.) a mediterrán égövön honos; aminek levele fontos fűszer;
- fahéjfa (Cinnamomum sp.), aminek kérge, a fahéj fontos fűszer;
- kámforfa (Cinnamomum camphora), aminek fájából a kámfort vonják ki;
- avokádó (Persea americana), aminek termését, az avokádókörtét zöldségnek és gyümölcsként is fogyasztják. (A belőle kivont avokádóolajat a kozmetikai ipar hasznosítja.)

## Rendszerezésük

### Újabb rendszerezés
Az APG II (Angiosperm Phylogeny Group) osztályozása alapján a család a babérvirágúak (Laurales) rend tagja.

### Hagyományos rendszerezés
Borhidi a Magnolianae főrend babérvirágúak (Laurales) rendjébe, Soó a liliomfa-virágúak (Magnoliales) rend Laurineae alrendjébe, Tahtadzsjan a Lauranae főrend babérvirágúak (Laurales) rendjébe helyezi a családot.